# Антиматерија
Према стандардном моделу, физичкој теорији која описује основне градивне елементе и силе у природи, антиматерија је супстанца састављена од елементарних античестица, за разлику од „обичне“ материје која је састављена од елементарних честица. Свака елементарна честица се одликује неким особинама (маса, наелектрисање, спин...) које је разликују од осталих честица. За сваку честицу постоји и одговарајућа античестица, чије су неке особине, попут масе или спина, једнаке, а друге особине, попут наелектрисања или магнетног момента, супротне. Најпознатији пример чине електрон и позитрон, чији су наелектрисање и магнетни момент супротни, а све остале особине идентичне. Материја и антиматерија не могу постојати једна поред друге. Када се нађу заједно међусобно се поништавају (анихилација) уз ослобађање велике количине енергије у облику гама зрачења или других честица.
Постојање античестица и антиматерије први је постулирао енглески научник Пол Дирак (енгл. Paul Adrien Maurice Dirac, 1902—1984), уводећи 1928. године концепт позитивно наелектрисаног електрона, тј. позитрона, чије је постојање експериментално потврђено 1932. Од 1955. године, када су помоћу акцелератора честица уочени антипротон и антинеутрон, експериментално је детектован и читав низ античестица. Крајем деведесетих година 20. века у ЦЕРН-у и Фермилабу синтетисан је антиводоник - први антиатом. Код обичног водоника око протона који представља атомско језгро кружи један електрон. Код антиводоника око антипротона кружи антиелектрон (позитрон).
Као што комбинацијом честица настаје материја тако и комбинацијом одговарајућих античестица настаје антиматерија. На пример, стабилан атом антиводоника може да настане везивањем позитрона за антипротон. Његове особине би требало да буду идентичне особинама обичног водоника. Заиста, атом антиводоника је произведен у сударима антипротона са млазом атома ксенона. У судару антипротона са атомским језгром ксенона понекад дође до стварања пара електрон-позитрон. При томе, може да се догоди (мада врло ретко) да брзина и правац кретања новонасталог позитрона буду блиски брзини и путањи антипротона. Тада под утицајем привлачне силе између позитрона (позитивне честице) и антипротона (негативне честице) настаје атом антиводоника. Изолован атом антиводоника стабилан је колико и изолован атом водоника. Међутим, у судару са обичном материјом долази до његове анихилације. Пошто се честице крећу брзином блиском брзини светлости, време живота антиводоника у апаратури реда је величине 4 × 10−8 s колико антиатому треба да превали десетак метара и анихилира се у судару са зидом апаратуре. Данас се улажу велики напори да се произведени атоми антиводоника заробе у електричном и магнетском пољу, дакле, да се изолују од обичне материје и тако им се продужи век у мери која ће дозволити детаљније испитивање атомских особина. Производњом првих атома антиводоника одшкринута су врата систематском испитивању антисвета.
Мали број античестица свакодневно се ствара на акцелераторима честица - укупна производња је само неколико нанограма—и у природним процесима попут судара космичких зрака и у неким врстама радиоактивног распада, али само је мали дио њих успешно је повезан у експериментима за формирање антиатома. Никада није прикупљена макроскопска количина антиматерије због екстремних трошкова и потешкоћа у производњи и руковању.
Честице антиматерије се међусобно везују како би формирале антиматерију, баш као што се обичне честице везују за формирање нормалну материју. На пример, позитрон (античестица електрона) и антипротон (античестица протона) могу да формирају атом антиводоника. Језгра антихелијума су вештачки произведена, иако са потешкоћама, и представљају најкомплекснија антијезгра до сада уочене. Физички принципи указују на то да су могућа сложена атомска језгра антиматерије, као и антиатоми који одговарају познатим хемијским елементима.
Постоје јаки докази да се уочљиви свемир скоро у потпуности састоји од обичне материје, за разлику од једнаке мешавине материје и антиматерије. Ова асиметрија материје и антиматерије у видљивом универзуму један је од великих нерешених проблема у физици. Процес којим се развила ова неједнакост између материје и честица антиматерије назива се бариогенеза.

## Дефиниције
Честице антиматерије се могу дефинисати њиховим негативним барионским бројем или лептонским бројем, док „нормалне“ (неантиматеријске) честице материје имају позитиван барионски или лептонски број. Ове две класе честица су античестични партнери једно другима. „Позитрон” је антиматеријски еквивалент „електрона”.
Француски израз contra-terrene довео је до иницијализма „C.T.” и научнофантастичног израза „сити”, који се користи у таквим романима као што је Seetee Ship.

## Концептуална историја
Идеја о негативној материји појављује се у прошлим теоријама материје које су сада напуштене. Користећи некада популарну вртложну теорију гравитације, Вилијам Хикс је говорио о могућности материје са негативном гравитацијом током 1880-их. Између 1880 -их и 1890-их, Карл Пирсон је предложио постојање „прскања“ и понора тока етра. „Прскање” је представљало нормалну материју, а понори негативну материју. Пирсонова теорија је захтевала четврту димензију да би етер текао из и у.
Израз антиматерија први је употребио Артур Шустер у два прилично ћудљива писма часопису Природа 1898. године, у којима је тај термин сковао. Он је претпоставио антиатоме, као и читаве соларне системе антиматерије, и расправљао о могућности уништавања материје и антиматерије. Шустерове идеје нису биле озбиљан теоријски предлог, већ само спекулације, и попут претходних идеја, разликовале су се од савременог концепта антиматерије по томе што су имале негативну гравитацију.
Савремена теорија антиматерије започела је 1928. године, радом Пола Дирака. Дирак је схватио да његова релативистичка верзија Шредингерове таласне једначине за електроне предвиђа могућност антиелектрона. Њих је открио Карл Дејвид Андерсон 1932. године и назвао их позитрони полазећи од „позитивног електрона”. Иако сам Дирак није користио израз антиматерија, његова употреба сасвим природно следи из антиелектрона, антипротона итд. Потпуну периодну табелу антиматерије предвидео је Шарлс Жанет 1929.
Фајнман–Штукелбергова интеракција наводи да су антиматерија и античестице регуларне честице које путују уназад у времену.